# Església Nova de Santa Maria d'Enfesta
Santa Maria d'Enfesta és l'església parroquial del nucli d'Enfesta, al municipi de la Molsosa.
L'església es moderna, construïda amb maons vermells. Es de planta rectangular i coberta a dues vessants. A ambdós costats de la nau, s'hi obre una petita finestra en forma de creu. La façana es molt senzilla, tan sols hi ha l'accés, adintellat
Va ser aixecada l'any 1979 en substitució de l'antiga església del castell, que es trobava en mal estat.